# Прогімнасмата
Прогімнасмата (грец. προγυμνάσματα «попередні вправи»; лат. praeexercitamina) - це риторична педагогіка у Стародавній Греції та Римській імперії, що включала низку вправ для розвитку ораторських здібностей. Ці вправи виконували студенти курсу риторики, які розпочинали навчання у віці від дванадцяти до п’ятнадцяти років. Метою цих вправ було підготувати учнів до написання декламацій після того, як вони закінчили навчання з граматики. Збереглося лише кілька посібників із прогімнасмати: Елія Теона, Гермогена з Тарса, Афтонія Антіохійського та Ніколая Софіста.

## Історія виникнення прогімнасмати
Композиція не була основним предметом, що викладався в школах до V ст. Насправді термін "прогімнасмата" вперше з'явився в 28 главі "Риторика" Олександра, яку, швидше за все, написав Анаксимен Лампсакський наприкінці четвертого століття. Ця праця збереглася разом із трактатами Аристотеля, але він ніколи не згадує про використання попередніх вправ. Та філософ все ж торкається риторичних форм, які стали основою прогімнасмати. Використання попередніх риторичних вправ коротко обговорюється в деяких грецьких та римських діалогах, але всі підручники з того часу нині втрачено. Є лише чотири відомі підручники з прогімнасмати. Найбільш ранньою є збірка попередніх вправ (прогімнасмати) для майбутніх ораторів александрійського софіста Елія Теона. У вступі Теон звертається до вчителів, а не до студентів та критикує студентів, які пропускають ці попередні вправи. Другий посібник приписують одному з найвпливовіших риторів другого століття, Гемогену з Тарса. Але в його роботі немає передмови, і вправи короткі; тому багато хто сумнівається у  достовірності його авторства. Третій посібник приписують Афтонію Антіохійському, учневі великого софіста Ліванія, який жив у другій половині четвертого століття. Це найпоширеніший посібник, який став еталоном у практиці прогімнасмати. Його трактати поєднувались із риторичними трактатами Гермогена, з його теорією стазісу та стилю. Останній посібник приписують Ніколаю з Міри, який викладав риторику в Константинополі наприкінці V століття.

## Прогімнасмата Афтонія
Хоча вправи в кожному відомому посібнику дуже схожі, між ними є кілька незначних варіацій. Але оскільки творчість Афтонія є найбільш широко визнаною та практичною, то на зміни часто не зважають. Усім учням було запропоновано виписати кожне завдання, запам'ятати його, а потім виконати як домашнє завдання. Прогімнасмата навчали порядку, обсяг інформації та її складність зростали в перебігу курсу. Курси розпочиналися з розказування історій, а завершувалися аргументацією. Зосереджено увагу на літературі як додатку до курсу, приділяючи пильну увагу моделям риторики та літературі. Прогімнасмату Афтонія вперше латинською мовою переклав у XV столітті Рудольф Агрікола.
Вправи прогімнасмати були класично організовані довкола чотирнадцятьох форм дискурсу, важких для освоєння, які послідовно впроваджувалися у шкільну програму, а їх упорядкований список засвідчує поступ на початку вивчення риторики. Деякі з цих вправ досі застосовують у літературі, наприклад: опис, порівняння, похвалу, прислів'ю та ін.

### Байка (μῦθος)
За словами Афтонія, байка – "коротка притча або розповідь, правдоподібно вигадана, якою користуються не лише поети, але й оратори". Об'єктом байки може бути людина, тварина або інший неживий предмет. Часто саме ця форма дискурсу була поряд із вигадкою, епопеєю та персоніфікацією. Існує три форми байки:
- раціональна форма (де персонажами є чоловіки та жінки, які творять дію);
- етична форма (де тварини є головними героями);
- третя форма, що включає раціональну та етичну.

У всіх трьох форм є одна спільна риса - кожна з них має мораль, викладену до початку історії або після її завершення. Феофан Прокопович у своїй праці "Сочинения" виділяє декілька типів байки:
- Сібаритська байка. Назва походить від народу сибаритів, які вдавались до всіляких задоволень, розкоші. Вони створювали баєчки, здебільшого гумористичні чи сатиричні.
- Кілікійська байка. Назва походить від малоазійської області Кілікії. Грецька приказка говорить, що "кілікієць нелегко говорить правду". Це народ, який славиться своїми пустими та безглуздими балачками.
- Кіпрська байка. Назва походить від острівної держави Кіпр, яка розташована у Карпатійському морі між Сирією та Кілікією, славиться своїми багатствами та розкішшю. Саме на цьому острові славилось ім'я богині Венери, яку також прозивали Кіпрідою.
- Лівійська байка. Назва походить від країни Лівії, що славиться різноманітністю тварин, чудовищ та байкарів.
- Езопівська байка. Назва походить від байкаря Езопа, якого вважали мудрецем, про байки якого знав увесь світ.

Байки діляться на дві частини: проміфій (вступна розповідь або сама байка) та епіміфій (мораль самої байки). Вони могли бути як і короткі (прості байки Езопа), так і більш детальні (байки Горація).

### Оповідання (διήγημα)
Оповіданням є "невеликий за обсягом прозовий художній твір, новела, розповідь". Це була одна з перших вправ риторичного виховання за Квінтиліаном. Завданням студентів було переказати розповідь від кінця до початку, або з середини до початку або до кінця. Завдяки наданню учням початкового досвіду висловлювання, розповідні вправи стали складовою прогімнасмати. Іншим завданням було написати оповідання, розповідь (не плутати з байкою). Передбачається, що цей вишкіл постав у висліді теорії категорій Аристотеля і знайомить учнів із чотирма ознаками оповіді, а саме:
- чіткістю
- завзятістю
- переконливістю
- чистотою мови

Студент сам обирав жанр розповіді: політичний, історичний або художній. Оповідання зміщує зміст уперед. Справа полягала в тому, що потрібно було розповісти історію, як правило, запозичену з літературної традиції, не опустивши жодного з елементів чіткого і точного оповідання, або встановивши певні обмеження (наприклад, щодо хронологічного порядку тощо). Оповідання складалось із розповіді про реальну чи правдоподібну подію, включаючи всі основні факти (хто, що, коли, де, як, чому).

### Анекдот (χρεία)
Анекдотом є певна коротка, влучна історія, яка посилається на якусь людину. Цю вправу називають анекдотом [chreia], оскільки з грец. chreiôdes означає "корисний". Афтоній розрізняє три види анекдотів:
- логічний – розкриває моральну частину (напр., Платон сказав: "Саджанці чесноти вирощуються трудом і потом");
- практичний – це те, що вказує на дію (напр., Піфагор, запитавши, скільки триває людське життя, дозволив побачити себе на мить, опісля сховався, показавши тривалість своєї появи як мірило життя);
- змішаний – складається як зі слова, так і з дії (напр., Діоген, побачивши погану поведінку молоді, вдарив хлопчика-раба і мовив: "Чому ти так вчиняєш?")

Анекдот має у собі такі частини: панегірик, перифраз, зворот, аналогія, приклад, короткий епілог та ін.

### Приказка, прислів'я (γνώμη)
Приказкою є "влучний образний вислів, часто ритмічний за будовою, який у стислій формі узагальнює, типізує різні явища життя". Зазвичай вона закликає до якихось дій, або навпаки відмовляє від них. Приказку чи прислів’я вперше описав Аристотель, а в книзі Афтонія вони поділяються на:
- повчальні: "Будьте добрі до гостя, коли він з вами; коли він захоче піти, пришвидшіть його";
- ті, що відмовляють: "Людина, яка приймає рішення, не повинна спати всю ніч";
- декларативні: "Людина повинна мати гроші; адже без цього вона не буде мати всього необхідного";
- прості: "Є одна найкраща прикмета: боротись за свою країну" (Гомер);
- складені: "Не добре мати багато правителів; хай буде один правитель";
- правдоподібні: "Кожен чоловік схожий на те товариство, яким він захоплюється";
- правдиві: "Неможливо віднайти життя без болю";
- гіперболічні: "Людина – це найкрихкіше, що виплекала земля".

### Спростування (ἀνασκευή)
Ця вправа вимагала від студента логічно міркувати проти чогось, що складається з міфів, оповідань чи байок. З часів Гермогена вправи спростування передували підтвердженню. Можна припустити, що це було пов’язано з тим, що простіше почати говорити, критикуючи слабкі аспекти аргументації. Обидві вправи стосувались безпосередньо ораторського мистецтва. Аргумент студента полягав у тому, що щось було або неможливим, нелогічним, непридатним та недоцільним. Як правило, студенти критикували якусь традиційну історію, послідовно розвиваючи всі тези (аргументативна послідовність, що відповідає типовій частині судового дискурсу). Критика виявлялася в сумніві у правдивості історії, критикували саму історію та її автора. Вправу спростування було поєднано з вправою підтвердження, обидва студенти висловлювали протилежні тези, в якій кожен аргументував обидві сторони запитання.

### Підтвердження (κατασκευή)
Підтвердження, протилежне попередній вправі, - це проста спроба довести заданий погляд, як правило, аргументуючи правдивість міфу чи легенди. Ця вправа слідувала подібній схемі, як і спростування, і подібне до неї відповідало безпосередньо одній із частин риторики. Студенти повинні спростувати попереднє припущення або тезу, спочатку висловивши хвалу тим, хто висловлює це твердження. Виклавши детальну частину експозиції та використовуючи протилежні позиції: ясність замість неясності, правдоподібність замість неправдоподібності, можливість замість неможливості, послідовність замість непослідовності, пристосованість замість недоречності, доцільність замість недоцільності.
Афтоній наводить приклад постаті німфи Дафни.

### Загальна тема (κοινὸς τόπος)
Назва цієї вправи узагальнює всіх її учасників, оскільки однаково стосується всіх, хто бере участь у ній участь; наприклад, змова проти зрадника стосується однаково всіх. Ця вправа нагадує другу промову та епілог. З цієї причини загальна тема не має прологу. Афтоній виділяє кілька етапів загальної теми:
- визначити загальну тематику;
- визначити експозицію для того, щоб спровокувати авдиторію;
- навести порівняння, наділяючи велику вагу припущенням та здогадам;
- спростувати наміри опонента;
- відступ (згадки про минуле життя);
- відмова від співчуття, жалощів;
- завершити цю вправу, виокремлюючи певні цілі: законність, справедливість, повага та ін.

Інколи ця вправа передбачає критику не лише окремих постатей, але й стереотипів. Студенти роблять це, використовуючи суперечності, порівняння та приказки. Загальна тема, як вправа, була частиною морального виховання (чеснот) та зневажання пороків (крадіжка, брехня, перелюб тощо).

### Панегірик, похвала (ἐγκώμιον)
Об'єктом панегірика є люди, речі (наприклад, абстрактні ідеї), час (як пори року), місцевості, тварини та ін. Похвала могла бути висловлена щодо вчинків, навичок, зовнішності, статків, а іноді йшла у формі порівняння з іншою людиною для підсилення, про яке говорить Феофан Прокопович, наводячи деякі з принципів зіставлення:
1. один об'єкт повинен мати щось, рівно протилежне іншому об'єкту;
2. один об'єкт повинен мати чогось більше, аніж інший;
3. один об'єкт повинен перевершити всі пункти іншого.

Часто похвала може закінчуватись епілогом (до прикладу, закликом до наслідування) чи молитвою. Це висловлення якостей, які роблять досконалість людини, тварини, речі, реальності більш-менш абстрактною тощо.
Похвала людині має кілька підпунктів:
1. Якого роду є людина?  Рід ділиться на предків, батьків, Вітчизну.
2. Яким чином його виховували? Згадки щодо моральної витримки, благородних мистецтв, щодо відданості Богу, батькам, громадському порядку.
3. Перелічити тілесні (статність, швидкість, краса), душевні (пам'ять, кмітливість) і доленосні особисті якості.

Приклади: "Похвала Еросу", "Похвала Єлені" Горгія.

### Образлива промова (ψόγος)
Афтоній згадує, що різниця між образливою промовою та загальною темою в тому, що перша містить лише чисту зневагу, тоді як друга більше схожа до покарання. Студент атакує конкретного, названого індивіда, як правило, політичного чи культурного діяча. Саме викриття всіх недоліків повинно призвести до ненависті до когось чи чогось. Об'єкти образливої промови такі ж, як і для панегірика: люди, предмети, час, місцевість та ін. Ці промови можуть бути як індивідуальними, так і колективними. Панегірик та образлива промова мають схожі тематики висловлювань, лише в протилежних значеннях:
1. Рід, виховання
2. Освіта
3. Недоліки (тілесні, духовні, доленосні)

Образлива промова зазвичай закінчується епілогом.

### Порівняння (σύγκρισις)
Порівняння - це дискурс, який виражає контраст, надаючи більшій вазі одному об’єкту, порівняно з іншим. Студенти, які займаються порівнянням, повинні встановлювати чіткі межі між добрим і злим, або потрібне з непотрібними, або мале з більшим. Кожна тема порівняння є сильною, але особливо та, яка порівнює невеликі об'єкти з більшими. Ті ж предмети доцільно порівнювати як до об'єднаних, так і до вигадливих, тобто людей і речей, часу та місць, істот і, крім того, рослин. Ті, хто займається порівнянням, не повинні порівнювати добре з добрим, зле із злим, оскільки об'єкти втрачають конкурентні позиції. Вправа порівняння виступає як подвійний конкоміум або поєднання панегиріка та образливої промови.
Приклади паралелізації двох людей або двох речей: Ахілл і Гектор, або Демосфен і Цицерон, або Олександр і Цезар.

### Уособлення, персоніфікація (ἠθοποιία/προσωποποιία)
ἠθοποιία – припущення, уявлення манер або моралі (або слів) іншої людини, а προσωποποιία (prósopon "обличчя, особа" та poiéin "робити, робити") – уособлення або персоніфікація неіснуючого предмета. Уособленням є "зображення тварин або предметів, явищ природи як живих істот, наділених людськими почуттями, думками, мовою тощо".Студенти використовували персоніфікацію або етопею, формуючи промову, приписану привиду відомої людини або уявного або міфологічного характеру з минулих, теперішніх чи майбутніх часів. Ця вправа мала на меті запропонувати учням виконати її чітко, стисло та ясно. Це, як правило, тирада, яка приписується персонажу в тій чи іншій ситуації його життя. Вона схожа до ліричного монологу, роздумів у голос. Як і в енконіумі, об'єктом може бути історичний, легендарний чи вигаданий персонаж. На відміну від інших вправ, студенти використовували діалоги (напр.: відповідь Геракла до Еврістея, коли він нав'язує йому свої праці).

### Опис (ἔκφρασις)
Описом є "композиція, що чітко виводить предмет перед очима", як і панегирік, опис міг стосуватись людей, тварин, природи, речей або ж дій. Властивостями опису були: ясність (sapheneia) та яскравість (enargeia). Використовуючи багато стилістичних фігур (епітетів, метафор, гіпербол і т.д.), студенти описували людину чи інший предмет так, щоб перед очима читача вимальовувався цілісний образ (опис людини: з голови до ніг; опис дії: від початку до кінця). Опис дій дещо відрізнявся від опису природи або людини. До прикладу, якщо студент хотів описати війну, спершу йому потрібно було зобразити вербування солдатів, видатки, очікування і страхи; пізніше, атаки, вбивства, смерті; опісля перемогу, трофеї; панування переможців та рабство переможених. Ця форма трапляється у багатьох класичних творах літератури та історичних текстах. Така вправа допомагала надати опису почуття близькості до читача.
Приклади: Афтоній описує Александрійський акрополь з усіма його деталями, "Іліада" Гомера.

### Аргумент, теза (θέσις)
Аргументом є "підстава, доказ, які наводяться для обґрунтування, підтвердження чого-небудь", він може бути політичним чи теоретичним. Студенти повинні були аргументувати тезу: обговорення абстрактної та сумнівної теми з метою переконання. Це методичний розгляд загального питання (філософського, політичного, морального), яке могло розглядатись у дорадчому органі (наприклад: "Чи потрібно оточити місто стінами?", або "Чи потрібно одружуватися? ", або "Чи небо сферичне?"). Тезою є "судження або положення, істинність якого треба довести", також її називають причиною чи частиною полеміки. На відміну від гіпотези, теза не застосовувалася до конкретної особи, а аргументувалася загалом.

### Вступ до права (νόμου εἰσφορά)
Афтоній називає цю останню вправу декламацією, гіпотезою (хоча вона не має всіх ознак гіпотези), а не прогімнасматою. Вступ до права є подвійною вправою, адже студенти виступали як зі сторони оборони, так і опозиції. Спочатку викладається аргумент, опісля контраргумент, і пізніше обговорюються головні тематичні засади. Афтоній пропонує кілька ознак вступу до права:
- законність
- справедливість
- доцільність
- можливість

Ця вправа закінчується прологом.

## Прогімнасмата для шкіл
В останні кілька років було витрачено чимало зусиль, щоб зрозуміти, чи можна прогімнасмату пристосувати для використання у початковій, середній та середній школі. Одним із лідерів у цій діяльності є Джеймс Селбі, автор серії «Класична композиція», який звів навчальну програму з композицій, яку використовували Квінтіліан та Цицерон, до рівня, який можна ефективно використовувати для учнів від четвертого до дванадцятого класу.
Риторику за прогімнасматою викладають як обов'язковий клас у Сремських Карлівцях, Сербія, у гімназії Карловців середньої школи, зосереджуючись на підготовці учнів у ранньому віці до публічних виступів, а також на викладанню класичної риторики.
Прогімнасмату також викладають у латинській школі Highlands у м. Луїсвілль, штат Кентуккі, а також у школах Highlands Latin Cottage (навчальні програми з підтримки домашнього навчання) по всьому США.

## Грецькі ритори, посібники з прогімнасмати
Грецькі ритори, які писали посібники з прогімнасмати, зокрема, в античності: Елій Теон, Ермоген, Ліваній, Афтоніос, Ніколас Рейт, візантійський філософ Нікіфор Григора. Збереглись посібники латинською мовою, які помилково були віднесені до квінтілійської ("псевдо-квінтілійської") колекції.